# مارتین گریل
مارتین گریل (پرتغالی: Martine Grael؛ زادهٔ ۱۲ فوریهٔ ۱۹۹۱) قایقران قایق بادبانی اهل برزیل است.